# Oscar Machapa
Oscar Machapa (né le 1er juin 1987 à Harare au Zimbabwe) est un joueur de football international zimbabwéen, qui évolue au poste de milieu de terrain.

## Biographie

### Carrière en club
Oscar Machapa évolue au Zimbabwe, en Afrique du Sud, et en République démocratique du Congo.
Il dispute 53 matchs en première division sud-africaine avec le club des Moroka Swallows, inscrivant un but.
Il participe à la Ligue des champions d'Afrique avec le Dynamos Harare et l'AS Vita Club. Il atteint les huitièmes de finale de cette compétition en 2016.

### Carrière en sélection
Il joue son premier match en équipe du Zimbabwe le 17 novembre 2010, en amical contre le Mozambique (victoire 1-3).
Il dispute ensuite trois matchs rentrant dans le cadre des éliminatoires du mondial 2014, avec pour résultats deux nuls et une défaite.
En début d'année 2014, il participe au championnat d'Afrique des nations qui se déroule en Afrique du Sud. Il joue deux matchs lors de cette compétition. Le Zimbabwe se classe quatrième de l'épreuve.
En janvier 2017, il est retenu par le sélectionneur Callisto Pasuwa afin de participer à la Coupe d'Afrique des nations 2017 organisée au Gabon.

## Palmarès
| CAPS United - Supercoupe du Zimbabwe (1) : - Vainqueur : 2009. |  | Dynamos - Championnat du Zimbabwe (2) : - Champion : 2013 et 2014. - Trophée de l'Indépendance (1) : - Vainqueur : 2013. |  | Vita Club - Championnat de la RDC (1) : - Champion : 2015. - Supercoupe de la RDC (1) : - Champion : 2015. |